# Болеслаевка
Болеслаевка — исчезнувшая деревня в Венгеровском районе Новосибирской области России. На момент упразднения входила в состав Филошенского сельсовета. Исключена из учётных данных в 1968 году.

## География
Располагалась на северо-востоке района между болотами Озёрное и Моховое, в 5 км к юго-востоку от села Филошенка.

## История
Деревня была основана в 1912 году. В 1928 году состояла из 33 хозяйств. В административном отношении входила в состав Филошенского сельсовета Меньшиковского района Барабинского округа Сибирского края. В 1931 году образована сельскохозяйственная артель «Трудовик» (позже колхоз). С 1950 года отделение колхоза имени 18 партсъезда.
Решением Новосибирского облисполкома от 31.12.1968 г. деревня исключена из учётных данных.

## Население
По переписи 1926 г. в деревне проживало 143 человека (65 мужчин и 78 женщин), основное население — русские.